# Немачка Стамора
Немачка Стамора (рум. Stamora Germană) је село у општини Моравица, која припада округу Тимиш у Републици Румунији.

## Географија
Насеље Немачка Стамора је значајно по граничном прелазу ка Србији, удаљеним око 1 км јужно од села. Наспрам њега је српски гранични прелаз Ватин.

## Историја
По "Румунској енциклопедији" данашње насеље је настало 1789. године колонизацијом Немаца. Староседеоци су били Словаци, ту много раније досељени. Било је у "Тот Стамори" 1783. године 158 словачких кућа. Насељавање Немаца се поновило 1802-1803. године, и то и из околних места. Словаци су се делом одселили а делом германизовали. Немачка католичка школа је почела са радом 1806. године. Импозатна римокатоличка црква подигнута је 1857. године и уз помоћ државе. Године 1858. отворена је жељезничка пруга, а заједничку жељезничку станицу делили су Немачка Стамора и Моравица. Када је након Првог светског рата вршено разграничење Немци из Баната (Стаморе) су тражили да остану у Румунији.

## Становништво
По попису из 2021. године село Немачка Стамора имало је 783 становника.